# Clathria hentscheli
Clathria hentscheli är en svampdjursart som beskrevs av Hooper 1996. Clathria hentscheli ingår i släktet Clathria och familjen Microcionidae. Inga underarter finns listade i Catalogue of Life.